# Huernia praestans
Huernia praestans är en oleanderväxtart som beskrevs av Nicholas Edward Brown. Huernia praestans ingår i släktet Huernia och familjen oleanderväxter. Inga underarter finns listade i Catalogue of Life.